# Китень (мыс)
Китень или Кара-Бурун (укр. Китень) — одна из северных точек Керченского полуострова, мыс на востоке Крыма на территории Ленинского района (Крым). Вдаётся в Арабатский залив (Азовское море). Расположен непосредственно у села Семёновка.
Береговая линия мыса пологая на юге и обрывистая и изрезана мелкими бухтами на севере. Южнее находится Китеньская бухта.